# Primer Informe de Enrique Peña Nieto
El Primer Informe de Gobierno 2012 - 2013 es el documento con el que el Presidente de México, Enrique Peña Nieto dio cumplimiento al artículo 69 de la Constitución Política de los Estados Unidos Mexicanos en 2013, en él se presenta el balance del estado general que guarda la Administración Pública Federal y el informe sobre las decisiones y medidas tomadas entre el 1 de diciembre de 2012 y el 31 de agosto de 2013.

## Entrega y mensaje
El 1 de septiembre de 2013, el Presidente Enrique Peña Nieto, a través del Secretario de Gobernación, Miguel Ángel Osorio Chong, envió su Primer Informe de Gobierno al Congreso de la Unión. El Secretario Osorio acudió al Salón de Protocolo del Palacio Legislativo de San Lázaro en donde entregó al Presidente de la Cámara de Diputados, Ricardo Anaya Cortés, y al Presidente del Senado, Raúl Cervantes Andrade el informe por escrito para su análisis y discusión, también se anunció que el Presidente Peña no utilizaría las dos iniciativas preferentes a las que constitucionalmente tiene derecho.
Al día siguiente, 2 de septiembre, a las diez de la mañana, el Presidente Enrique Peña emitió, desde la Explanada Francisco I. Madero en Los Pinos, un mensaje a la nación con motivo de su primer informe. En el evento estuvieron presentes los representantes de los tres poderes de la unión.

## Contenido[5]
El documento inicia con una presentación firmada por Enrique Peña Nieto, posteriormente un apartado con las estrategias y líneas de acción transversales, después el informe dividido en las cinco metas nacionales de su administración pública federal y por último un apartado con siglas y abreviaturas. Adicionalmente, contiene un anexo estadístico y un resumen ejecutivo.

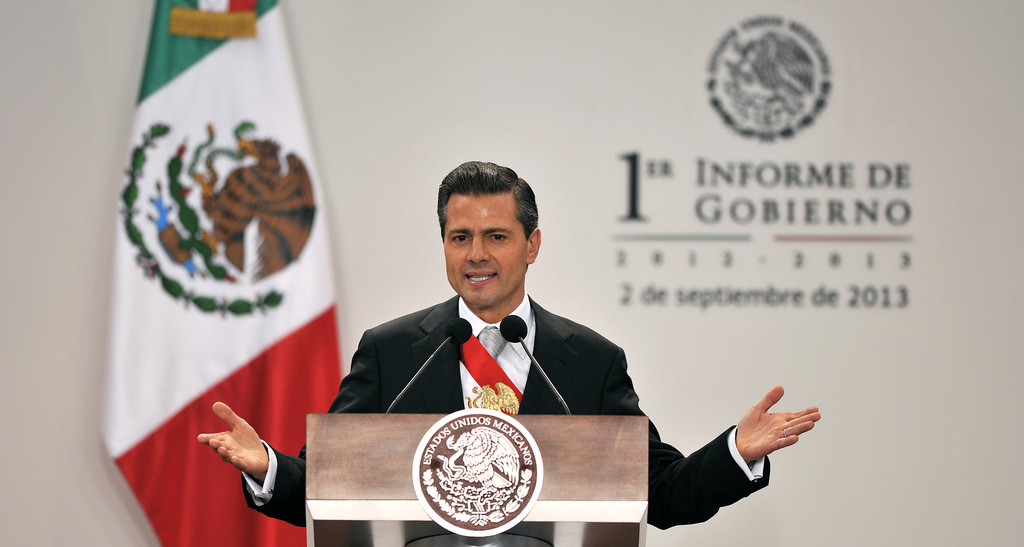
Enrique Peña Nieto dando su mensaje con motivo de su primer informe de gobierno

### México en paz
- Se firmó el Pacto por México que incluye noventa y cinco compromisos de cinco grandes acuerdos. Posteriormente se firmó un adéndum que integraba once nuevos compromisos. Dentro del marco de este pacto se presentaron la reforma educativa, la reforma en telecomunicaciones y competencia económica y la reforma financiera, y se está construyendo una propuesta de reforma político electoral.
- Se elaboró el Plan Nacional de Desarrollo 2013 - 2018.
- El Instituto Federal de Acceso a la Información y Protección de Datos trabajó en el fortalecimiento de la plataforma informática INFOMEX y firmó un convenio con el Senado de la República para implementar dicha plataforma en esa cámara legislativa.
- Se formalizó el acuerdo de Participación Ciudadana y Prevención en el Consejo Nacional de Seguridad Pública con lo que se incorporaron cinco representantes de la sociedad civil como invitados permanentes.
- Se presentaron 23 iniciativas legislativas del Ejecutivo Federal.
- El Presidente de la República se desistió de la controversia constitucional sobre la Ley General de Víctimas, con lo que se logró su promulgación. Se publicó en el Diario Oficial de la Federación la convocatoria para integrar la Comisión Ejecutiva de Atención a Víctimas del Sistema Nacional de Atención a Víctimas.
- Se promulgó la nueva Ley de Amparo y la reforma al Código Federal de Procedimientos Penales, a la Ley Orgánica del Poder Judicial de la Federación, a la Ley Orgánica de la Procuraduría General de la República y al Código Penal Federal, para otorgar la facultad de atracción a la PGR y a los jueces federales para conocer de delitos del fuero común de agresiones contra periodistas.
- Se crearon el Gabinete México en Paz, el Gabinete México Incluyente, el Gabinete México con Educación de Calidad, el Gabinete México Próspero y el Gabinete México con Responsabilidad Global.
- Se logró la entrada de México al denominado Grupo de Australia.
- Se incrementó el número de efectivos de las Fuerzas Armadas de México.
- Se crearon el Centro de Investigación y Desarrollo del Ejército y Fuerza Aérea a cargo de la SEDENA y la Estación Virtual de Imágenes Satelitales de muy Alta Resolución de la SEMAR.
- Se destruyeron 3,290.56 hectáreas de plantíos de marihuana y 11,590.04 hectáreas de plantíos de amapola. Se aseguraron 3,718.53 kg de cocaína, 598,244.56 kg de marihuana, 253.52 kg de goma de opio y 240.54 kg de heroína, lo que representa un incremento de 77.2% respecto al mismo periodo anterior. Se decomisaron 7,340.21 kg, 1,815.90 litros y 67 unidades de metanfetamina; 77 unidades de anfetamina, 669 unidades de éxtasis o MDMA, 7,196.62 kg de pseudoefedrina. Se detuvieron a 11,659 personas por delitos contra la salud y conexos. Se incautaron 9,374 vehículos terrestres, 49 marítimos y 20 aéreos; 3,642 armas cortas, 6,185 largas y fueron desmantelados 96 laboratorios.
- Se redujeron un 38.8% las quejas interpuestas en contra de la Secretaría de la Defensa Nacional ante la Comisión Nacional de los Derechos Humanos.
- Se concluyó la construcción del Hospital Naval en Puerto Vallarta
- Se publicaron la Ley Orgánica de la Armada de México, el Reglamento de Honores, Banderas y Luces de la Armada de México, Reglamento para el Pase de Oficiales de la Milicia Auxiliar a la Milicia Permanente de la Armada de México y el Reglamento de la Junta Naval.
- Se puso en marcha la nueva política de seguridad y justicia, que privilegia la prevención del delito, el uso de la inteligencia y la tecnología en el combate a la delincuencia y la participación ciudadana. Se creó el Programa Nacional para la Prevención Social de la Violencia y la Delincuencia y su respectiva comisión intersecretarial. Se creó el Sistema Federal de Justicia para Adolescentes
- Se crearon, dentro de la Procuraduría General de la República, la Unidad Especializada en Análisis Financiero para la prevención y combate al lavado de dinero de procedencia ilícita y financiamiento al terrorismo, y la Unidad Especializada de Búsqueda de Personas Desaparecidas; y dentro de la Secretaría de Gobernación un área para instrumentar la Reforma Constitucional en Derechos Humanos.
- De diciembre de 2012 a julio de 2013, la tasa de homicidios dolosos vinculados al crimen organizado disminuyó en 46.8% con respecto al mismo periodo anterior, el número de homicidios vinculados con delitos federales es 20% inferior a los registrados en el mismo periodo del año anterior. De los 122 presuntos responsables más buscados, el Gobierno de la República capturó a 56 y 9 más fallecieron al resistirse con violencia a la acción de la ley.
- Se realizó la Verificación Patrimonial de Servidores Públicos
- Se modificó el marco legal para facultar a la Secretaría de Gobernación a coordinar el gabinete y asumir, a través del Comisionado Nacional de Seguridad, las atribuciones, funciones y recursos de la Secretaría de Seguridad Pública. Se creó el grupo de trabajo encargado de la elaboración de un Anteproyecto de Ley Federal del Uso de la Fuerza Pública
- Por primera vez, se instaló el Consejo Nacional Protección Civil.
- La Secretaría de Educación Pública actualizó los programas de estudio de preescolar, primaria y secundaria, para incluir la educación en derechos humanos e incorporar el enfoque de educación para la paz.
- Se instaló el Comité Técnico del Fideicomiso Fondo para la Protección de las Personas Defensoras de Derechos Humanos y Periodistas.
- Se impulsó el Programa Alerta AMBER México.
- La Comisión Federal de Electricidad prohibió expresamente practicar exámenes de no gravidez y detección de VIH como requisito de contratación. El Instituto de Seguridad y Servicios Sociales de los Trabajadores del Estado inició el registro de parejas de matrimonios entre personas del mismo sexo, para garantizar el ejercicio pleno y la igualdad de trato de los derechohabientes, familiares y cónyuges, sin ningún tipo de discriminación.

### México incluyente
- Se puso en marcha la Cruzada Nacional Contra el Hambre en cuatrocientos municipios y su sistema nacional (comisión intersecretarial, acuerdos integrales, consejo y comités comunitarios).
- Se abrieron 383 nuevas tiendas DICONSA.
- Se rediseñó el Programa de Desarrollo Humano Oportunidades para que ofrezca becas para estudiar la universidad o una carrera técnica.
- Los recursos destinados a la procuración de la igualdad entre mujeres y hombres incrementaron un 13.6% respecto al año anterior, mientras que para el desarrollo integral de los pueblos y comunidades indígenas aumentó un 5.1%.
- Se entregó al pueblo huichol del título de propiedad de 3.5 hectáreas en la Isla del Rey, municipio de San Blas, Nayarit.
- Se creó la Comisión para el Diálogo con los Pueblos Indígenas de México.
- Se concluyeron la nueva torre de hospitalización del Instituto Nacional de Cancerología y el nuevo edificio del Instituto de Diagnóstico y Referencia Epidemiológicos de la Secretaría de Salud.
- Se transformó el Programa 70 y Más en el Programa Pensión para Adultos Mayores de 65 Años
- Se creó el Seguro de Vida para Jefas de Familia.
- Se transformó la Secretaría de la Reforma Agraria en la Secretaría de Desarrollo Agrario, Territorial y Urbano.
- Se puso en funcionamiento el número telefónico 01 800 (NO FUME) 9663863, para recibir denuncias del incumplimiento de la Ley General para el Control de Tabaco y se creó el portal www.bebermenos.mx Archivado el 7 de agosto de 2020 en Wayback Machine. como programa de autoayuda a quienes beben alcohol en exceso y desean reducir su consumo o dejar de beber.
- En las unidades del IMSS se realizaron 3.65 millones exploraciones clínicas de mama, 7.8% más que las registradas en el mismo periodo previo.
- Se inició el funcionamiento de tres nuevos laboratorios de biología molecular: en Zacatecas, Durango y Coahuila, con lo que el total en el país es de 19 laboratorios.
- Se inició el programa “Un minuto contra el cáncer".
- Dentro de la infraestructura del IMSS, se concluyeron dos centros de salud, dos centros de salud con servicios ampliados, veintitrés establecimientos de apoyo, una unidad de especialidad médica, dos hospitales generales,  dos hospitales comunitarios y se incorporaron 221 unidades médicas móviles y veintinueve obras de ampliación, reconstrucción y equipamiento. Entre ellos el Hospital de Villa del Carbón y los Hospitales Generales de Zona Nos. 53 y 57 en el Estado de México; el Hospital General de Tulancingo; el Hospital General N.º 17 de Monterrey; el Hospital General de Zona N.º 2A, la Unidad Médica de Alta Especialidad del Hospital de Gineco-obstetricia N.º 4, el Hospital General N.º 29 y la Unidad Médica de Alta Especialidad del Hospital de Traumatología y Ortopedia en Magdalena de las Salinas en el Distrito Federal en el Distrito Federal; el Hospital General Regional N.º 46 de Guadalajara; el Hospital General Regional N.º 1 de Orizaba; y el Hospital General de Zona N.º 6 de Ciudad Juárez.
- Dentro de la infraestructura del ISSSTE se ampliaron y remodelaron once unidades médicas de consulta externa en las Unidades de Medicina Familiar ubicadas en Pichucalco, Francisco I. Madero, Tixtla de Guerrero, Tepatitlán, Tamazulapan, Temascal, San Pedro Pochutla y Putla de Villa de Guerrero; así como las clínicas de medicina familiar en Texcoco, Tlalnepantla de Baz y la Santiago de Querétaro; y seis unidades de hospitalización en la Clínica de Especialidades y Centro de Cirugía Simplificada en Ometepec, en la Clínica Hospital de San José del Cabo, en los hospitales generales de Saltillo y Acapulco, y en los Hospitales de Alta Especialidad de Puebla de Zaragoza y Zapopan.
- Se firmaron un convenio de colaboración con el Fondo de las Naciones Unidas para la Infancia para mejorar la salud de la infancia y la adolescencia y el Acuerdo Interinstitucional de Cooperación de las autoridades sanitarias de los Países de la Alianza del Pacífico.
- Se instrumentó el Programa Autoproducción de Vivienda Asistida y se puso a disposición del mercado el Seguro de Crédito a la Vivienda.

### México con educación de calidad
- Se presentó y aprobó la reforma constitucional en materia educativa.
- Inició operaciones el Programa Escuela Digna y se duplicó el número de Escuelas de Tiempo Completo.
- Se han apoyado más de 64 mil proyectos artísticos y culturales.
- Se alcanzó una cobertura de 95.7% de educación básica, 65.9% en educación media superior y 32.1% de educación superior.
- Se otorgaron más de 8 millones de becas con un presupuesto autorizado para el Programa Nacional de Becas y Financiamiento de 3,250.4 millones de pesos, 120.4%, respecto del ciclo anterior.
- Se inició el programa piloto del Modelo Mexicano de Formación Dual, que busca la vinculación de la teoría y la práctica, integrando al estudiante al sector productivo para desarrollar sus competencias profesionales.
- El gasto destinado a ciencia, tecnología e innovación mayor a 71 mil millones de pesos, lo que representa un incremento en términos reales de 10.6% respecto a 2012. El presupuesto destinado al Consejo Nacional de Ciencia y Tecnología fue de 25.2 mil millones de pesos, 15% más que en 2012.
- El CONACYT apoyó a 54 mil 987 becarios, lo que significa un aumento de 9.2% respecto al año anterior; en formación doctoral hay 17 mil 45 becarios, 9.5% más en comparación con 2012.
- Creció el número de integrantes del Sistema Nacional de Investigadores, al alcanzar 19 mil 747 miembros, 6.4% más que en 2012.
- Se creó la Coordinación de Ciencia, Tecnología e Innovación dentro de la Oficina de la Presidencia.
- Se puso en marcha el piloto del Programa Nacional de Activación Física “PONTE AL 100%”.
- Se firmó un convenio con la Fundación Ver Bien para Aprender Mejor, a fin de dotar de anteojos graduados a 576,675 estudiantes de primarias públicas.
- Se reconoció al Instituto Nacional para la Evaluación de la Educación como organismo público autónomo.
- El índice nacional de analfabetismo se ubica en 5.8%, lo que representa una disminución de 0.3 puntos porcentuales comparado con 2012, mientras que el porcentaje del rezago total de la población sin educación básica, bajó casi un punto porcentual al pasar de 38.5% a 37.6%.
- El Programa “Por un México sin Rezago”, cambia su finalidad y objetivos para convertirse en el programa “Por un México con Educación de Calidad para Todos”.
- Se realizaron proyectos de restauración, conservación y mantenimiento general en beneficio de 12 museos: Museo de Arte Moderno, Museo Nacional de San Carlos, Museo Mural Diego Rivera, Museo Nacional de Arte, Museo Nacional de la Estampa, Museo Tamayo, Ex Teresa Arte Actual, Laboratorio Arte Alameda, Museo de Arte Carrillo Gil, Sala de Arte Público Siqueiros y el Salón de la Plástica Mexicana; cuatro centros educativos: Conservatorio Nacional de Música, Escuela Superior de Música, Escuela de Danza Nellie y Gloria Campobello y la Escuela de Iniciación Artística N.º 1, así como diversos inmuebles con valor artístico, algunos son: el Palacio de Bellas Artes, la Capilla Alfonsina, el Centro Nacional de Conservación y Registro del Patrimonio Artístico Mueble, la Coordinación Nacional de Literatura y la Casa Juan O’ Gorman.
- El presupuesto destinado a deporte tuvo un crecimiento real de 28.8%, respecto al presupuesto 2012.
- Se promulgó la Ley General de Cultura Física y Deporte.
- Se realizaron en México la Copa del Mundo 2013 de Ciclismo, el Campeonato Panamericano de Ciclismo Élite de Pista, el FEI Children International Classic 2013 de Ecuestres, las Copas del Mundo Aguas Abiertas 10 y 15 km, los Campeonatos Panamericanos de Ciclismo en Pista y Ruta, Campeonato Panamericano Juvenil de Remo, International Triatlon Union-Copa del Mundo, Serie Mundial de Clavados, XXIV Campeonato Centroamericano y del Caribe de Atletismo, XXII Panamericano Junior Championships 2012, Campeonato Mundial Sub-19 Voleibol de Sala, Campeonato Mundial de Taekwondo.
- Se apoyó la realización de la Olimpiada y Paralimpiada Nacional, los Juegos Deportivos Nacionales Escolares de Nivel Primaria, la XIII edición de los Juegos Deportivos Nacionales de la Educación Media Superior, el XVI Encuentro Nacional de Juegos y Deportes Autóctonos y Tradicionales, los Juegos Nacionales Populares y el Encuentro Nacional Deportivo Indígena.
- La inversión del gobierno federal en ciencia, tecnología e innovación es 10.6% superior en términos reales a lo ejercido en 2012, como proporción del PIB representa 0.46%, el mayor valor reportado históricamente. El gasto coordinado por el CONACYT tuvo un incremento en términos reales de 21.3%.
- Se firmaron el Acuerdo de Cooperación entre el CONACYT y la Organización de los Estados Americanos, el Acuerdo de Cooperación con la Fundación Nacional de Investigación de Corea, el Acuerdo específico en formación de recursos humanos con la agencia multilateral The World Academy of Science y acuerdos con las universidades de: Aberdeen, Alberta, Glasgow, Nuevo México, Southern California, Stanford, Rice y Warwick.
- Se incrementó en 50% el presupuesto destinado al Programa de Estímulos a la Innovación del CONACYT.

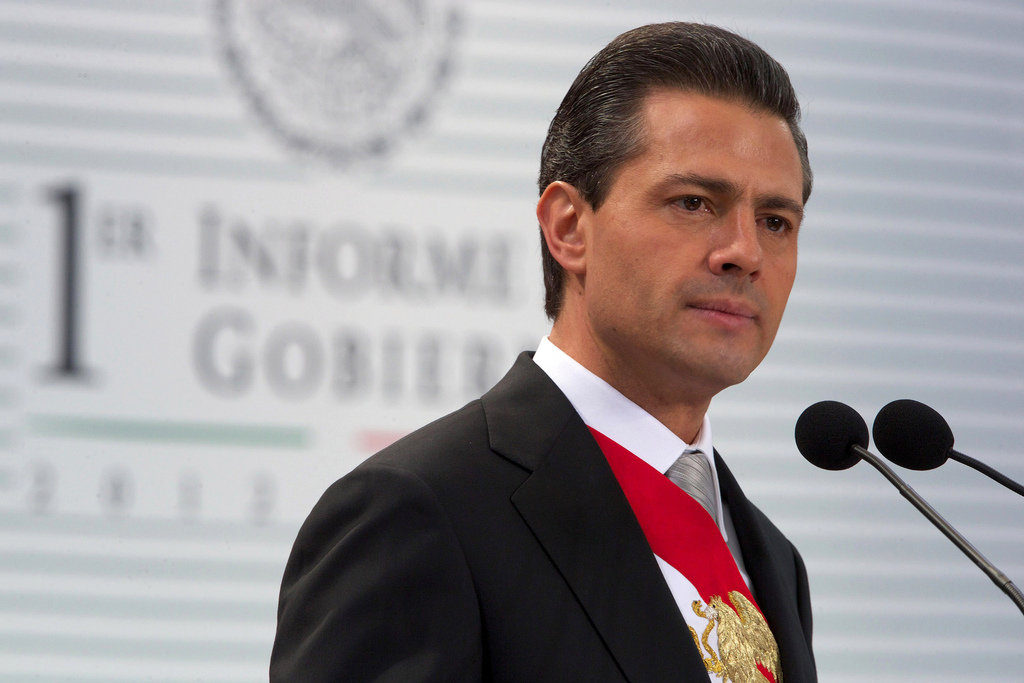
Enrique Peña Nieto durante el mensaje con motivo de su primer informe de gobierno

### México próspero
- Se estableció un Paquete Económico con cero déficit presupuestal para 2013 y se emitió un Decreto que establece medidas para el uso eficiente, transparente y eficaz de los recursos, y las acciones de disciplina presupuestaria en el ejercicio del gasto público, así como para la modernización de la Administración Pública Federal.
- Se ha respaldado la Reforma Constitucional en Materia de Responsabilidad Hacendaria de Entidades Federativas y Municipios.
- Se instalaron el Comité Nacional de Productividad y el Consejo Consultivo Empresarial para el Crecimiento Económico de México.
- Se presentó y aprobó la reforma constitucional en telecomunicaciones y competencia económica.
- Con el Programa México Conectado se han instalado 12 mil 700 puntos de acceso a la banca ancha, un incremento de 68 por ciento.
- Se lanzó el Satélite Bicentenario.
- Se han eliminado 179 trámites gubernamentales y mejorado 71.
- Se presentó la reforma financiera.
- Se incrementó en 2.436 MW la capacidad de respuesta del Sistema Eléctrico Nacional.
- Se construyeron ocho proyectos para el suministro de energía eléctrica, entre ellos la segunda y tercera etapas de la repotenciación del complejo termoeléctrico “Manuel Álvarez Moreno” en Manzanillo y la puesta en marcha de tres nuevas centrales generadoras en Baja California Sur, Chihuahua y Puebla.
- Inició operaciones comerciales la planta de cogeneración del Complejo Procesador de Gas Nuevo PEMEX en Tabasco. Se concluyó el Gasoducto del Corredor Chihuahua
- Se presentó la reforma energética.
- Se concluyó la autopista Río Verde-Ciudad Valles e inició la modernización de la autopista Nuevo XCan-Playa del Carmen.
- Se concluyó el libramiento y puente internacional ferroviario Matamoros-Brownsville.
- Se ha incrementado el volumen de transporte aéreo con 33 nuevas rutas nacionales y 31 internacionales.
- Se puso en operación la planta de bombeo El Caracol y el primer tramo del Túnel Emisor Oriente.
- Se creó el Instituto Nacional del Emprendedor.
- Se puso en operación el Programa Emergente de Atención a la Sequía y el Fondo de Apoyo Rural para Contingencias Climatológicas.
- Se instalaron la Comisión Intersecretarial de Cambio Climático, el Consejo de Cambio Climático y la Comisión Ambiental de la Megalópolis.
- Se inscribió en la Lista de Patrimonio Mundial como Bien Natural, la Reserva de la Biósfera El Pinacate y Gran Desierto de Altar.
- Se creó la Comisión Intersecretarial para la Prevención y Erradicación del Trabajo Infantil y la Protección de Adolescentes Trabajadores en Edad Permitida en México.
- El Titular del Poder Ejecutivo presentó una iniciativa de reforma al Artículo 123 Constitucional parar elevar la edad mínima para trabajar de 14 a 15 años.
- En el primer semestre de 2013, se registraron 24 mil millones de dólares como Inversión Extranjera Directa, la cifra histórica más alta para el primer semestre (dos y medio veces el monto en el mismo periodo de 2012). Se ascendió de la décima segunda a la séptima posición entre las economías receptoras de inversión para el futuro.
- La producción de granos, oleaginosas, frutas, hortalizas y caña de azúcar aumentó 21.5% respecto el año anterior.
- El Proyecto Estratégico de Seguridad Alimentaria duplicó su número de beneficiarios.
- La llegada de visitantes por vía aérea tuvo un incremento de 8.1% respecto el año pasado y los ingresos de divisas por visitantes internacionales aumentaron 7.2%.

### México con responsabilidad global
- Se concretó el Tratado de Libre Comercio único con Costa Rica, El Salvador, Guatemala, Honduras y Nicaragua.
- Se iniciaron negociaciones con Panamá para establecer un Tratado de Libre Comercio.
- Se intensificaron los trabajos dentro de la Alianza del Pacífico.
- Se relanzó la relación bilateral con la República Popular China a partir de una asociación estratégica integral.
- El Presidente de la República sostuvo 64 encuentros bilaterales con 43 jefes de Estado o de Gobierno de 39 países y con los titulares de 11 organismos internacionales.
- Con Estados Unidos se crearon el Diálogo Económico de Alto Nivel, el Consejo México-Estados Unidos en Emprendimiento y la Innovación, y el Foro Bilateral sobre Educación Superior, Innovación e Investigación. Adicionalmente se firmaron el Plan de Acción para el Reconocimiento Mutuo y un Acuerdo de Precios.
- Se celebró el noveno encuentro anual de la Alianza México-Canadá.
- Con Guatemala, se creó el Mecanismo de Cooperación en Materia de Seguridad Transfronteriza, se estableció un diálogo para un acuerdo relativo a los yacimientos transfronterizos de hidrocarburos y se acudió a la Cumbre de Inversiones en Guatemala.
- En la frontera con Belice entró en operaciones un segundo puente binacional.
- En la V Cumbre de la Asociación de Estados del Caribe, México se comprometió a aportar recursos al Fondo Especial para Proyectos de Cooperación México-AEC y a ser sede de la V Cumbre de la Asociación de Estados del Caribe en 2014.
- Se participó en seis reuniones regionales de alto nivel: las cumbres de la Comunidad de Estados Latinoamericanos y Caribeños y de la CELAC–Unión Europea; la de México con el Sistema de la Integración Centroamericana; la de la Asociación de Estados del Caribe; y la de la Alianza del Pacífico.
- Con la Alianza del Pacífico acordó la desgravación inmediata de aranceles a la entrada para 92% del universo arancelario y una desgravación en el corto y mediano plazos para 8% de los productos restantes.
- Se restableció el comercio automotriz con Argentina a través del Cuarto Protocolo Adicional al Acuerdo de Complementación Económica #55.
- Con el Consejo y la Comisión de la Unión Europea se acordó establecer un grupo de trabajo para revisar y actualizar el Tratado de Libre Comercio de México con la Unión Europea.
- México  se integró formalmente a las negociaciones del Acuerdo Transpacífico de Cooperación Económica (TPP).
- Con la República Popular China se firmaron memorandos de entendimiento para construir un Grupo de Alto Nivel Empresarial. También se acordó abrir una oficina de la Secretaría de Economía en Pekín, promover un comercio bilateral más equilibrado, incentivar la atracción de inversiones chinas, facilitar el acceso de productos mexicanos al mercado chino, especialmente de las industrias porcícola y tequilera. China aceptó la importación de tequila 100% de agave.
- México fue el único país latinoamericano invitado a asistir a la 39 Cumbre de Líderes del G8.
- México se sumó a la Iniciativa Multilateral de Intercambio Automático de Información Fiscal, siendo el primer país no europeo en hacerlo.
- Se apoyó la adopción del Tratado de comercio de armas
- Se firmaron convenios con la Agencia de Cooperación Internacional Alemana y la Agencia para el Desarrollo Internacional de Estados Unidos; se creó el Programa de Cooperación Amexcid - Programa de las Naciones Unidas para el Desarrollo.